# Gru (film)
A Gru (eredeti cím: Despicable Me) 2010-ben bemutatott egész estés amerikai 3D-s számítógépes animációs film, amely az Illumination Entertainment és a Universal Pictures első számítógéppel készült filmalkotása. A forgatókönyvet Ken Daurio és Cinco Paul írta, az animációs filmet Chris Renaud és Pierre Coffin rendezte, a zenéjét Pharrell Williams szerezte, a producere Christopher Meledandri volt. A mozifilm gyártója a Illumination Entertainment, forgalmazója a Universal Pictures, akiknek ez a legelső egész estés számítógéppel animált mozifilmjük.
A történet egy gonosztevőről, név szerint Gruról szól, akinek az élete fenekestül felfordul, amikor három árva kislány „apukájává” válik. A címszereplő eredeti hangját Steve Carell kölcsönzi, további szerepekben olyan színészek hallhatók, mint Jason Segel, Miranda Cosgrove, Russel Brand, Will Arnett és Julie Andrews.
A filmet Amerikában 2010. július 9-én, míg Magyarországon néhány hónappal később, november 4-én mutatták be a mozikban. A film óriási sikernek örvendett, a kritikusok és a nézőközönség körében egyaránt. Folytatása a Gru 2. című mozifilm, amely 2013-ban debütált.

## Cselekmény
Egy egyiptomi kirándulás során a turisták közül egy Justin nevű kisfiú felszalad az egyik piramis melletti állványra. A biztonsági őrök nem tudják elkapni, és a gyermek leesik, majd lepattan: az egyik gízai piramist ellopták, s egy felfújható hasonmással pótolták.
Gru egy sikertelen gonosztevő, aki egyik, majdnem átlagos napjából tér haza. Miután lefagyasztotta a fél kávézót, megijesztette optimista szomszédját, és elrejtette a kutyájának nevezett mutáns szőrgombóca, Kyle elől a teasüteményét, úgy gondolja, hátradőlhet. Azonban három árva kislány, Edith, Margo és Agnes csönget az ajtaján, akiket a rosszkedvű férfi megpróbál lerázni. Ekkor Dr. Senkiházi hívja, hogy értesítse a piramisról. Erre Gru az ágyúnak álcázott fülke és a nappali alatt 800 méter mély liftaknája segítségével leereszkedik a titkos laboratóriumába, ahol gyűlésre hívja az ott dolgozó fáradhatatlan kis sárga, igen furcsa testfelépítésű lényeinek hadát, a minyonokat (minions, avagy pontos magyar fordításban „kegyenc”). Itt Gru felfedi tervét, az évszázad bűntettét: el fogja lopni a Holdat.
Ehhez azonban kölcsönhöz kell folyamodnia, amit a „Gonosz Bankjának” (korábbi neve: „Lehman Brothers”) igazgatója, Mr. Perkins csak akkor hajlandó megadni, ha Gru megszerez egy titkos ázsiai laborban kifejlesztett zsugorítósugarat. Gru indulna, ekkor viszont találkozik Mr. Perkins fiával, a piramis elrablójával, a kissé esetlen, de sikeres tolvajjal, Vektorral. Gru a piranhavető pisztolyát szerelgető kölyköt lefagyasztja, aki, miután Gru megszerezte a zsugorsugarat, üldözőbe veszi a gépét és ellopja tőle, majd ki is próbálja Gru repülőgépén. A minyonok és vezérük ezután hazasietnek a dodzsem nagyságú repülőgépen, és megpróbálnak betörni Vektor fegyverekkel megpakolt erődjébe.
Miután Gru 7. alkalommal is kudarcot vall, meglátja Margót, Edithet és Agnest, akiket Vektor beenged, mert imádja a kókuszrudat, amit a lányok árulnak. Gru ekkor úgy dönt, hogy adoptálja őket, hogy a következő alkalommal kilopják neki a sugarat. De előbb felhívja Dr. Senkiházit, hogy készítsen neki rengeteg süti alakú robotot, fánkrobotokat. Másnap elmegy Miss Hattie leányotthonába, hogy örökbe fogadja őket. Gru fogorvosnak tetteti magát, a hálózat másik végéről a minyonok írják az életrajzát, majd a másodperc tört része alatt elkezdenek verekedni a lények. Hattie gépén feltűnnek értelmetlen sorok és különböző jelek.
Végül hazaviszi a három lányt, ahol rádöbben, hogy a ház veszélyes a gyermekeknek, a gyermekek pedig „káros hatással” vannak Grura. Megparancsolja nekik, hogy bármi is történjék, maradjanak a konyhában, ahol bár az életveszélyes Kyle tartózkodik (aki egyetlen lénytől fél, Agnestől), ott kell maradniuk, ahol ki van helyezve nekik minden, ami egy gyereknek kell: étel, víz stb. Eközben Senkiházi bemutatja Grunak a kért robotokat, de fánkrobotok helyett Funky-robotok lettek. A félreértés tisztázása után azonban még megjelenik pár félrehallott fegyver, és egy minyon kirepül az ablakon, miután megiszik egy antigravitációs folyadékot. Gru fárasztó napját fokozza a három kislány, akik időközben lejutottak a laborba, ahol Edith egy lézer segítségével véletlenül atomjaira bontja Agnes plüssjátékát. Gru ennek érdekében három minyont, Steve-et, Markot és Philt hívja és megparancsolja, hogy hozzanak a lánynak új egyszarvú játékot. A három lény hatalmas felfordulást okoz a bevásárlóközpontban, míg Gru pár régi bombából ágyat készít a kislányoknak. Ezután megjelenik a három minyon, akik egy WC-keféből és egy fagylaltos tölcsérből készült játékot adnak Agnesnek.
Másnap Gru elviszi a lányokat táncórára, mivel ezzel a feltétellel hajlandóak segíteni Gru tervében. A táncórán Agnes ad Grunak egy jegyet a táncfellépésükre, és a kislány kérésére Gru kisujjesküt ad, hogy el fog rá jönni, habár esze ágában sincs. Végül elmennek Vektor erődjébe, ahol míg a lányok beszállítják a megrendelt sütiket, Gru a sütirobotok segítségével betör Vektor széfjébe, és két minyonnal megszerzik a zsugor-sugarat. Kijutni azonban már nincs idejük, mert a robotok befalazzák a kijáratot, így Grunak a szellőzőn át kell menekülnie. Egy eléggé meleg szituáció után (miközben magára vonják Vektor cápájának a figyelmét, és Gru a nadrágját is elveszti) végül kijutnak az erődből a zsugor-sugárral. Miközben mennek haza, a lányok megkérik Grut, hogy vigye be őket egy vidámparkba, amire Gru boldogan igent mond, mert úgy hiszi, itt végre megszabadul a lányoktól, akikre most már semmi szüksége. Ám a parkvezető azt mondja, a gyerekek felnőtt nélkül nem mehetnek sehova, így Gru kénytelen elkísérni a lányokat. Egy száguldó hullámvasút után, és miután szereznek Agnesnek egy egyszarvú játékot a csaló céllövöldéstől, Gru úgy érzi, kezdi egyre jobban érezni magát a lányokkal. Azonban Dr. Senkiházi emlékezteti, hogy most csakis a Hold elrablásával szabad foglalkozniuk. Gru felhívja Mr. Perkinst egy videokonferencián, hogy bemutassa tervét, ám a lányok folyamatosan zavarják a prezentációját, így Mr. Perkins megvonja Grutól a támogatását (valójában azért, mert azt akarja, hogy az ő fia, Vektor lopja el a Holdat, és ne Gru).
Gru elmondja a minyonoknak a szomorú hírt, akik azonban nem mondanak le a tervről, és mindenki hozzátesz valamennyi összeget, hogy megvalósítsák. Gru elhatározza, hogy saját űrhajót fognak építeni a saját pénzükből és régi alkatrészroncsokból. Az űrhajó építése teljes gőzzel halad, Gru azonban több időt foglalkozik a lányokkal, mint a Holdlopással. Dr. Senkiházi úgy véli, a lányok elvonják Gru figyelmét a tervéről, ezért ráveszi Grut, hogy küldje el őket. Miss Hattie eljön a lányokért és elviszi őket, búcsúzóul Grut pofon vágja egy spanyol szótárral (ugyanis az adoptálás során Gru megjegyezte, hogy Hattie olyan, mint egy bányusz rémusz). Grunak eléggé fáj, hogy a lányok elmennek, akiket igencsak megszeretett.
Eljön a Holdlopás napja, az űrhajó és Gru is készen áll a kilövésre. A kilövőállomásról, amely Gru háza alatt van, kiállítják a rakétát, és a visszaszámlálás után az űrhajó sikeresen felszáll. Miután a rakéta elhagyja az atmoszférát, Gru kiszáll az űrhajóból és a zsugor-sugárral összezsugorítja a Holdat, amely labda nagyságúra megy össze. Gru terve tehát megvalósul, ám miközben a zsebébe nyúl, felfedezi, hogy ott van a lányok táncfellépésére szóló jegy, amire megígérte, hogy elmegy, és úgy véli, még időben odaér.
Amennyire csak tud, igyekszik visszaérni a Földre, hogy ne maradjon le a fellépésről, ám mire a odaér, a tánccsarnok már kiürült. Gru szomorú, hogy nem teljesíthette az ígéretét. Az egyik széken talál egy papírt, melyen ez áll: „Margo, Edith és Agnes apukája! Hozd el a Holdat!” Aláírásként pedig egy nagy V betű.
Gru egyenesen Vektor erődjébe rohan, aki az elrabolt lányokért cserébe a Holdat kéri. Gru odaadja neki, ám Vektor nem tartja be az alkut. Rakétafegyvereket lő ki Gru ellen, aki kikerüli őket, és betör Vektor erődjébe, még a cápáját is leüti. Vektor látva, hogy Gru megállíthatatlan, a sugármeghajtású repülőjével elrepül, és a lányokat is magával viszi. Grunak sikerül felkapaszkodnia a gépre, ám lezuhan, de szerencsére Senkiházi és a minyonok, akik repülőgéppel utánaeredtek, elkapják. A gép ugyanis időközben újra megnőtt, mivel ahogy Senkiházi rámutat, ha egy tárgy nagyobb tömegű, a zsugor-sugár hatása annál hamarabb múlik el. A Hold időközben lassan elkezd növekedni, az így fennálló súly elkezdi lehúzni Vektor gépét. A lányoknak sikerül kiszabadulni, Gru gépe pedig utoléri Vektorét és arra kéri a lányokat, hogy ugorjanak le róla. Edith és Agnes leugrik a gépről, Grunak sikerül elkapnia őket, ám mielőtt Margo is ugorhatna, Vektor elkapja őt. Ám az egyre növekvő Hold miatt a gép megbillen, Margo kiesik a gépből, Vektor pedig a Hold alá szorul. A lány a két gép közé kifeszített kötelet elkapja, Gru pedig elindul, hogy segítsen Margónak. A kötél elszakad, így mindketten zuhanni kezdenek, de a minyonoknak, akik egymásból élő láncot alkotnak, sikerül elkapniuk őket. Miután mindannyian biztonságban vannak a gépen, látják, hogy Vektor gépe elindul felfelé, a Hold pedig végül visszanyeri normális méretét, s visszakerül az égre – rajta a pórul járt Vektorral, aki egyhamar nem fog onnan lejönni.
A lányok visszakerülnek Gruhoz, aki boldogan vállalja a velük járó felelősséget, hiszen megszerette őket. Miután olvas nekik egy esti mesét az általa írt, róluk szóló könyvből, lefekteti őket, s mindegyiküknek ad egy jóéjt-puszit, amit korábban sosem akart nekik adni. Margo azonban kipattan az ágyból és megöleli Grut, s azt mondja neki, hogy „szeretlek”. (Érdekes fordulópont ez a történetben, mert mikor Gru adoptálta a lányokat, Margo azt mondta neki, hogy soha nem fogadja el Grut apjaként). Gru azt mondja, szintén szereti Margót. A minyonok látva ezt a meghitt jelenetet sorban állnak Gruhoz egy jóéjt-pusziért.
Mivel a lányok táncfellépése fuccsba ment Vektor miatt, újból előadják azt Gru, a nagyérdemű minyon-közönsége valamint az anyja előtt – egy kicsit újfajta táncstílusban. A fellépés végeztével a lányok felmennek Gruval a tetőtérbe, és együtt csodálják az égen tündöklő teliholdat, amely ott van, ahová tartozik – ahogy a lányok is Gruhoz.

## Szereplők
| Szereplő | Eredeti hang               | Magyar hang     | Leírás |
| --- | -------------------------- | --------------- | --- |
| Gru | Steve Carell               | Scherer Péter   | Hivatásos gonosztevő, aki örömét leli mindenben, ami gonosz, legyen szó bármilyen kis vagy nagy dologról. Eddigi próbálkozásai, melyek során próbált igazi nagy gonosszá válni, sikertelenek voltak, most azonban minden idők legnagyobb bűncselekményét készül elkövetni; a Holdrablást. Nagyszabású terve azonban rövidesen akadályba ütközik, mégpedig három kicsi akadályba, akiknek a neve Margo, Edith, és Agnes. A három kislány ugyanis kénytelen-kelletlen Grúhoz kerül, és idővel olyasmit fedeznek fel a gonosztevőben, amelyről eddig ő maga sem tudott. |
| Vektor | Jason Segel                | Szabó Máté      | Egy fiatal, feltörekvő gonosztevő, akinek bár minden eszköze megvan, ami egy szuper gonosztevőnek csak kell, nem igazán konyít a gonoszkodáshoz, legtöbb idejét saját készítésű „fegyverei” tervezésével tölti. Ő is az évszázad legnagyobb bűntettét készül elkövetni, így Grúban hamarosan vetélytársra akad, és annak érdekében, hogy lepipálja, képes megtenni bármit. De tényleg bármit. |
| Dr. Senkiházi | Russell Brand              | Király Attila   | Gru házi tudósa és legjobb barátja, bár már kissé öreg, rosszul hall, és olykor segédjárgánnyal közlekedik, hihetetlen agya képes bármilyen új fegyvert előállítani, amelyre Grúnak szüksége van – melyek az esetek többségében működnek. Rendíthetetlenül törekszik arra, hogy Gru terve megvalósuljon, és nem hagyja, hogy bármi is eltérítse őt magát a szándékától, kiváltképpen három kislány nem. |
| Margo | Miranda Cosgrove           | Csifó Dorina    | A legidősebb a három lány közül, szívén viseli két testvére sorsát, és igyekszik gondjukat viselni Miss Hattie árvaházában. Az évek során Margo végtelenül vágyott arra, hogy valaki örökbe fogadja őket, így igencsak csalódott, mikor a velejéig romlott Grúhoz kerülnek. Bár nehezen akarja elviselni újdonsült gondviselőjüket, a többiekkel ellentétben, végigkíséri Gru hatalmas jellemváltozását, és idővel az egyik legrendesebb családapára talál benne. |
| Agnes | Elsie Fisher               | Koller Virág    | A legfiatalabb a három lány között és minden bizonnyal a legszeretnivalóbb is, ami a szívén, az a száján. Akárcsak a többiek, ő is nagyon vágyik arra, hogy végre adoptálják, de ő nem tesz különbséget abban, hogy ki veszi majd őket magához, így elsőként kedveli meg Grút. Mérhetetlenül bolondul az egyszarvúkért, amely imádnivaló természetét csak még ellenállhatatlanabbá teszi. |
| Edit | Dana Gaier                 | Károlyi Lili    | A középső a három lány közül, a magába húzódó, kissé különc Edit imádja a bizarr és hajmeresztő dolgokat. Amikor a lányok Grúhoz kerülnek, kezdetben ő sem igazán szíveli új „apjukat", ám miután megismeri Gru menő fegyvereit, cuccait, és különös minyonait, egyből zöld utat ad neki. |
| Mr. Perkins | Will Arnett                | Dörner György   | A Gonosz Bankjának nagydarab pénzhajhász igazgatója, akinek fő célja, hogy az eddigi sikertelen bűntettek után végre nagy hasznot hajtson a bankja javára. Ő Vektor apja, és mikor értesül, hogy Gru a Hold elrablására készül, mindent megtesz, hogy a fia kezébe adja a jövedelmező bűntettet. |
| Miss Hattie | Kristen Wiig               | Kiss Erika      | A Miss Hattie Leányotthona nevű árvaház vezetője, külsőre kedves, aranyos hölgynek tűnik, valójában könyörtelen, szigorú, és aki nem tartja be a házirendjét, azt Szégyenládába zárja. |
| Gru anyja | Julie Andrews              | Kassai Ilona    | Gru energikus, vakmerő és szarkasztikus humorú édesanyja. Bár mintaszülőnek képzeli magát, az évek során semmibe vette fia minden tettét, és őt magát is. Most azonban, mikor a három kislány Grúhoz kerül, esélyt lát arra, hogy a fia valami olyasmit érjen el, ami neki sosem sikerült, és talán a véleménye is megváltozik. |
| Minyonok | Chris Renaud Pierre Coffin | Saját hangjukon | Gru elkötelezett csatlósai, az apró kis sárga lények, akik ismeretlen nyelvjárásban beszélnek. A Minyonok Gru gonosz terveinek legfőbb kivitelezői, bár ők maguk egyáltalán nem gonosz szándékúak. Végtelenül nagy kíváncsisággal csodálkoznak rá a világra, és élvezettel fedezik fel az egyszerű hétköznapi tárgyakat, amelyeknek a legtöbbször mulatságos következményei vannak rájuk nézve. A legtöbben egyformák, ám vannak tipikus megkülönböztető neveik (például Bob, Dave, Kevin, Stuart, Tim, Phil stb.).                                                  |
| Kyle | Saját hangján              | Saját hangján   | Egy ismeretlen fajú szőrös lény, akit Gru házi kedvencként kezel. A lányoknak úgy mutatja meg őt, mint a „kutyáját". És bár Kyle kegyetlen és vérszomjas, Agnes kedvessége még őt is meglágyítja. |
| Fred McDade | Danny McBride              | Rosta Sándor    | Gru jámbor, végtelenül optimista szomszédja, aki mit sem tud róla, hogy egy gonosztevővel él egy utcában. |
| Vidámparki árus                                                                                                   | Jack McBrayer              | Hamvas Dániel   | A vidámparkban a céllövöldét kezelő zsugori fickó, akitől Gru egy egyszarvú játékot akar elnyerni Agnes-nek. |
| Hírolvasó | Ken Jeong                  | Tarján Péter    | Jóvágású híradós, aki világméretű nagy szenzációkról számol be a nézőknek. |
| További magyar hangok: Kapácsy Miklós, Kiss Eszter, Maróti Attila, Molnár Levente, Takács Andrea, Törköly Levente |                            |                 | |

## Produkció
Az Illumination Entertaiment megalakulása előtt, a stúdiót Sergio Pablos-nak nevezték, és az volt a tervük, hogy egy gonosztevőről készítenek filmet, akiből váratlanul apuka lesz. A film címe kezdetben Evil Me (Gonosz én) később változtattak meg Despicable Me-re. 2008 novemberében jelentették be hivatalosan a filmet, amely 3D-s számítógépes animációval készült.

## Díjak
| Díj                                               | Kategória | Eredmény |
| ------------------------------------------------- | --- | -------- |
| Annie-díj                                         | Legjobb animációs film                                                                                                 | Jelölve  |
| Annie-díj                                         | Szinkron (Steve Carell)                                                                                                | Jelölve  |
| Annie-díj                                         | Animációs film karakter-design                                                                                         | Jelölve  |
| Annie-díj                                         | Rendezés (Pierre Coffin)                                                                                               | Jelölve  |
| Annie-díj                                         | Zene (Pharrell Williams és Heitor Pereira)                                                                             | Jelölve  |
| Annie-díj                                         | Produkciós vezetés (Yarrow Cheny and Eric Guillon)                                                                     | Jelölve  |
| Alliance of Women Film Journalists                | Legjobb animációs film                                                                                                 | Jelölve  |
| Alliance of Women Film Journalists                | Legjobb női szereplő egy animációs filmben (Miranda Cosgrove as Margo, Dana Gaier as Edith, and Elsie Fisher as Agnes) | Jelölve  |
| BAFTA-díj                                         | Legjobb animációs film                                                                                                 | Jelölve  |
| Critics 'Choice Movie Díj                         | Legjobb animációs film                                                                                                 | Jelölve  |
| Golden Globe Díj                                  | Legjobb animációs film                                                                                                 | Jelölve  |
| Kids Choice Díj                                   | Legnépszerűbb animációs film                                                                                           | Elnyerte |
| Kids Choice Díj                                   | Legjobb Buttkicker (Steve Carell)                                                                                      | Jelölve  |
| Peoples Choice Díj                                | Legjobb családi film                                                                                                   | Jelölve  |
| Satellite Awards                                  | Legjobb animációs film                                                                                                 | Jelölve  |
| Saturn Awards                                     | Legjobb animációs film                                                                                                 | Jelölve  |
| Teen Choice Díj                                   | Choice Summer: Movie                                                                                                   | Jelölve  |
| Washington D.C. Area Film Critics Association Díj | Legjobb animációs film                                                                                                 | Jelölve  |
| Women Film Critics Circle                         | Legjobb női szereplő egy animációs filmben                                                                             | Elnyerte |

## Folytatások
A film sikerét követően a stúdió bejelentette, hogy több folytatást is tervez a közeljövőben. Az első folytatás Gru 2. 2013. július 3-án jelent meg a mozikban. Az filmet az első részt is jegyző rendezőpáros készítette, valamint főszereplők mind visszatértek. 2015-ben a stúdió újabb filmet mutatott be Minyonok címmel, ami valójában egy spin-off, amely a minyonok háttértörténetét dolgozza fel. 2017 júniusában pedig bemutatták a harmadik részt, a Gru 3.-at is. 2022-ben a második spin-off is bemutatásra került  Minyonok: Gru színre lép címen. 2024-ben bemutatásra került a negyedik része, a Gru 4. is.